# Nikolaï Rioumine
Nikolaï Nikolaïevitch Rioumine (en russe : Николай Николаевич Рюмин, en anglais : Nikolai Riumin) est un joueur d'échecs et un théoricien des échecs soviétique né le 5 septembre 1908 à Moscou et mort en 1942 à Omsk. 
Trois fois champion de Moscou, Rioumine était considéré comme le principal rival de Mikhaïl Botvinnik au début des années 1930. Il fut deuxième du Championnat d'échecs d'URSS en 1931 et deuxième du tournoi international de Léningrad 1934, à chaque fois derrière Botvinnik.

## Biographie et carrière
Rioumine disputa quatre finales du championnat d'URSS et finit deuxième derrière Mikhaïl Botvinnik en 1931. La même année, il gagna un match contre Nikolaï Grigoriev en 1931, 6,5 à 1,5 (+6 -1 =1). Il remporta le Championnat d'échecs de Moscou en 1931, 1933-1934 et 1935. Lors du tournoi international de Léningrad en 1934, il marqua la moitié des points (3,5 sur 7) et finit deuxième, ex æquo avec Piotr Romanovski, un demi point derrière Botvinnik et devant Max Euwe. En 1935, il remporta le tournoi de Göteborg.
Vers 1936, atteint de tuberculose, il dut arrêter sa carrière. 
Pendant la Seconde Guerre mondiale, Rioumine fut évacué de Moscou comme personne malade. Il mourut en atteignant Omsk à 34 ans.

## Ouverture
La variante Rioumine est une variante de la défense ouest-indienne : 1.d4 Cf6 ; 2.c4 e6 ; 3.Cf3 b6 ; 4.g3 Fb7 ; 5.Fg2 Fb4+ 6.Fd2 Fe7.